# Coppa Italia (lední hokej)
Coppa Italia je národní hokejový pohár v Itálii. Pohár byl založen roku 1973.

## Vítězové
- 2012: Sportivi Ghiaccio Cortina
- 2011: HC Pustertal
- 2010: AS Renon
- 2009: HC Bolzano
- 2008: Sport Ghiaccio Pontebba
- 2007: HC Bolzano
- 2006: HC Junior Milano Vipers
- 2005: HC Junior Milano Vipers
- 2004: HC Bolzano
- 2003: HC Junior Milano Vipers
- 2002: Associazione Sportiva Asiago Hockey
- 2001: Associazione Sportiva Asiago Hockey
- 1998: HC Courmaosta
- 1991: Associazione Sportiva Asiago Hockey
- 1974: Sportivi Ghiaccio Cortina
- 1973: Sportivi Ghiaccio Cortina

## Tituly
- SG Cortina (3): 1973, 1974, 2012
- HC Bolzano (3): 2004, 2007, 2009
- Asiago Hockey (3): 1991, 2001, 2002
- HC Milano Vipers (3): 2003, 2005, 2006
- SG Pontebba (1): 2008
- HC Courmaosta (1): 1998
- AS Renon (1): 2010
- HC Pustertal (1): 2011